# Manfred Pranger
Manfred Pranger (* 25. Jänner 1978 in Hall in Tirol) ist ein ehemaliger österreichischer Skirennläufer. Er wurde 2009 in seiner Spezialdisziplin Slalom Weltmeister und gewann insgesamt drei Weltcuprennen.

## Biografie
Pranger kam durch seinen Vater Josef, der im Winter als Skilehrer tätig war und heute Pächter der Tribulaunhütte ist, schon im Alter von zwei Jahren zum Skilauf. Seine schulische Ausbildung absolvierte er an der Skihauptschule in Neustift und an der Skihandelsschule in Stams. Den ersten Top-10-Platz in einem FIS-Rennen erzielte Pranger im Dezember 1996. Die ersten Podestplätze und Siege folgten in der Saison 1998/1999, worauf er ab dem nächsten Winter regelmäßig im Europacup zum Einsatz kam. Der Durchbruch gelang ihm in der Saison 2000/01, als er mit zwei Siegen in den Slaloms von Donnersbachwald und Pozza di Fassa und weiteren drei Podestplätzen die Slalomwertung für sich entschied. Im selben Winter bestritt er auch seine ersten drei Weltcuprennen, in denen er zweimal unter die besten 25 kam.
Nach seinem Europacuperfolg hatte Pranger für die Weltcupsaison 2001/02 einen Fixstartplatz. Im Dezember erreichte er mit Platz sechs im Slalom von Kranjska Gora sein erstes Top-10-Ergebnis und mit zwei weiteren Top-10-Platzierungen in Adelboden und Kitzbühel qualifizierte er sich für die Olympischen Winterspiele 2002 in Salt Lake City, wo er jedoch im ersten Slalomdurchgang ausfiel. Sehr beständig präsentierte sich Pranger in der Weltcupsaison 2002/03. Er klassierte sich in neun von zehn Slaloms unter den besten zehn, sechsmal davon unter den besten fünf. Nur in Kitzbühel kam er nicht ins Ziel. Am Saisonende stand er als Dritter des Slaloms von Hafjell erstmals auf dem Podest und erreichte damit den fünften Platz im Slalomweltcup. Ebenfalls Fünfter wurde er bei den Weltmeisterschaften 2003 in St. Moritz. Zudem wurde er 2003 zum ersten Mal österreichischer Meister im Slalom.
Die Saison 2003/04 begann mit drei Podestplätzen (dritte Plätze in Park City und Madonna di Campiglio und zweiter Platz in Flachau). Danach folgten zwei Top-10-Ergebnisse, aber auch vier Ausfälle. Am Saisonende stand er als Dritter in Sestriere wieder auf dem Podest und belegte im Slalomweltcup den siebenten Platz. Seinen österreichischen Slalommeistertitel konnte er 2004 erfolgreich verteidigen. In der Saison 2004/05 fuhr Pranger zunächst viermal unter die besten zehn. Am 23. Jänner 2005 feierte er in Kitzbühel seinen ersten Sieg und zwei Tage später stand er genau an seinem 27. Geburtstag im Nachtslalom von Schladming zum zweiten Mal ganz oben auf dem Siegerpodest. Bei den zwei Wochen später stattfindenden Weltmeisterschaften 2005 in Bormio lag Pranger nach dem ersten Slalomdurchgang an zweiter Stelle, schied aber nach einem Torfehler im zweiten Lauf aus. In den zwei Weltcupslaloms nach den Weltmeisterschaften erzielte Pranger nur noch einen 14. Platz, womit er im Slalomweltcup auf Rang drei kam.
Im nächsten Winter konnte Pranger nicht an die Vorjahresergebnisse anschließen. In der Saison 2005/06 fiel er in fünf von zehn Slaloms aus und kam nur zweimal unter die besten zehn, weshalb er sich innerhalb der österreichischen Mannschaft nicht für die Olympischen Winterspiele in Turin qualifizierte. Im Slalomweltcup fiel er auf den 23. Platz zurück. Die Saison 2006/07 verlief wieder besser. Pranger fuhr in sechs Slaloms unter die besten zehn und belegte damit Platz zwölf im Slalomweltcup. Er konnte sich auch für die Weltmeisterschaften 2007 in Åre qualifizieren, wo er den fünften Platz belegte. Zu Beginn der Saison 2007/08 erreichte er zwei Top-10-Platzierungen auf der Reiteralm und in Bad Kleinkirchheim. Im dritten Weltcupslalom des Winters in Alta Badia erlitt Pranger jedoch einen Kreuzbandriss und einen Meniskuseinriss im rechten Knie, weshalb er die Saison vorzeitig beenden musste.
In der Saison 2008/09 fand Pranger den Weg zurück an die Spitze. Am 11. Jänner 2009 stand er als Zweiter des Slaloms von Adelboden erstmals nach vier Jahren wieder auf dem Podest und eine Woche später feierte er in Wengen seinen dritten Weltcupsieg. Einen zweiten Platz erzielte er auch im Nachtslalom auf der Planai in Schladming und mit weiteren drei Top-10-Ergebnissen belegte er den vierten Platz im Slalomweltcup. Seinen größten Erfolg feierte er bei den Weltmeisterschaften 2009 in Val-d’Isère, als er vor dem Franzosen Julien Lizeroux und dem Kanadier Michael Janyk Weltmeister im Slalom wurde. Zudem gewann er 2009 zum dritten Mal die österreichische Slalommeisterschaft. Am 7. April 2009 musste sich Pranger einer Bandscheiben-Operation unterziehen.
In der Saison 2009/10 fuhr Pranger dreimal auf das Podest und belegte Rang sieben im Slalomweltcup. Bei den Olympischen Winterspielen 2010 in Vancouver schied er im ersten Durchgang aus. Weniger gut verlief die Weltcupsaison 2010/11. Ein fünfter Platz im ersten Slalom in Levi blieb sein bestes Saisonresultat, weitere zwei Mal fuhr er unter die schnellsten zehn. Im Slalomweltcup fiel er auf den 18. Platz zurück. Bei den Weltmeisterschaften 2011 in Garmisch-Partenkirchen wurde Pranger Neunter. Die Saison 2010/11 beendete er mit seinem vierten Slalomsieg bei den österreichischen Meisterschaften. In der Saison 2011/12 konnte sich Pranger gegenüber dem Vorjahr wieder verbessern. Er belegte mit vier Top-10-Platzierungen und weiteren vier Top-15-Resultaten den zehnten Rang im Slalomweltcup. Ebenfalls vier Platzierungen unter den besten zehn erzielte er in der Saison 2012/13.
Am 9. Mai 2014 gab Pranger seinen Rückzug aus dem Leistungssport bekannt. Er lebt mit seiner Frau Karin, die er 2006 heiratete, und seinen zwei Kindern in Gschnitz in Tirol. Pranger ist seit 2018, neben dem italienischen Skirennläufer Hannes Paul Schmid, Geschäftsführer der MH Immobilien Invest GmbH.

## Erfolge

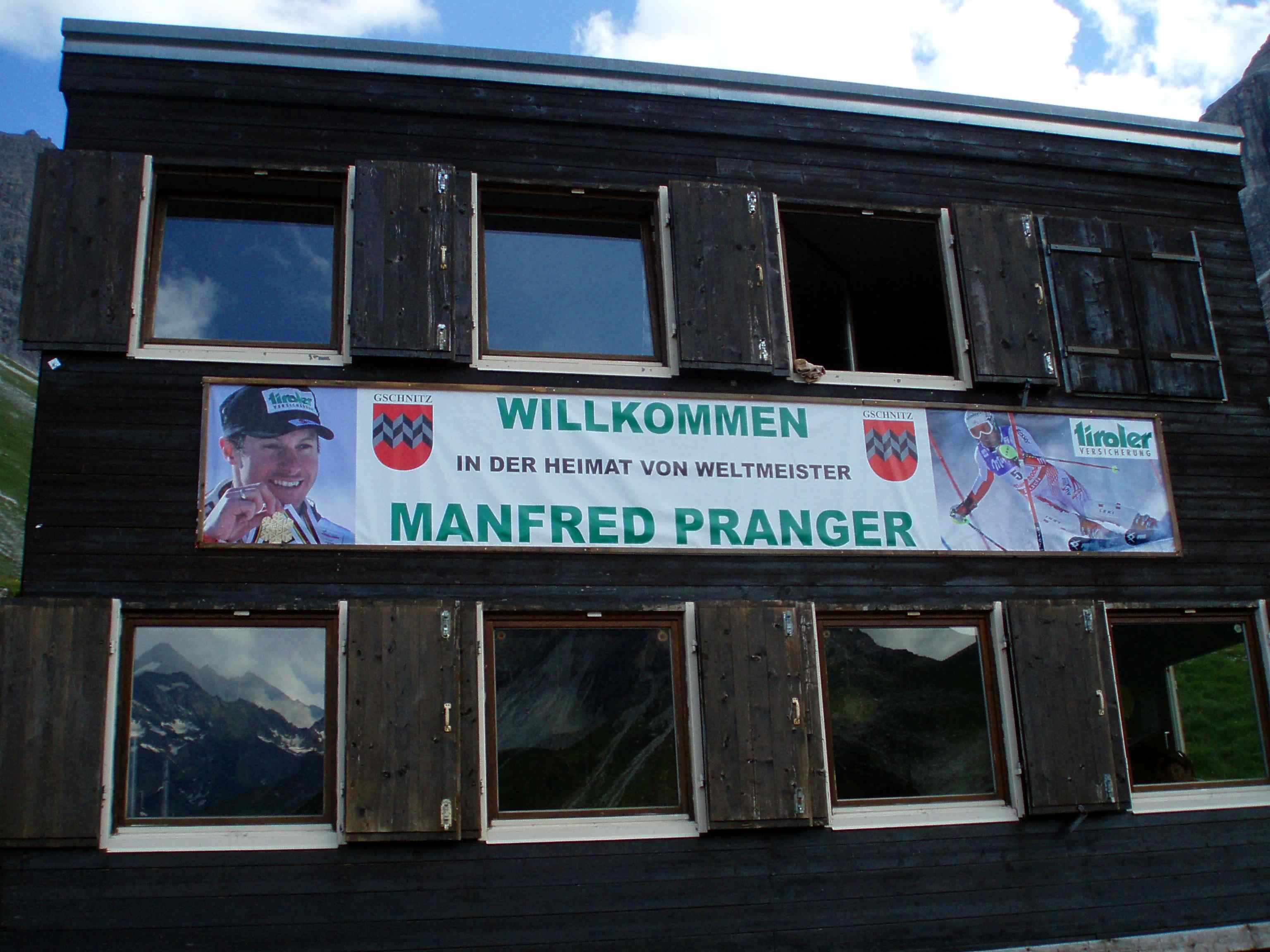
Tribulaunhütte oberhalb von Gschnitz

### Weltmeisterschaften
- St. Moritz 2003: 5. Slalom
- Åre 2007: 5. Slalom
- Val-d’Isère 2009: 1. Slalom
- Garmisch-Partenkirchen 2011: 9. Slalom

### Weltcupwertungen
| Saison  | Gesamt | Gesamt | Slalom | Slalom | City Event | City Event |
| Saison  | Platz  | Punkte | Platz  | Punkte | Platz      | Punkte     |
| ------- | ------ | ------ | ------ | ------ | ---------- | ---------- |
| 2000/01 | 115.   | 15     | 45.    | 15     | –          | –          |
| 2001/02 | 48.    | 140    | 15.    | 140    | –          | –          |
| 2002/03 | 24.    | 385    | 5.     | 385    | –          | –          |
| 2003/04 | 25.    | 347    | 7.     | 347    | –          | –          |
| 2004/05 | 20.    | 396    | 3.     | 396    | –          | –          |
| 2005/06 | 63.    | 101    | 23.    | 101    | –          | –          |
| 2006/07 | 40.    | 207    | 12.    | 207    | –          | –          |
| 2007/08 | 86.    | 55     | 31.    | 55     | –          | –          |
| 2008/09 | 21.    | 415    | 4.     | 415    | –          | –          |
| 2009/10 | 24.    | 282    | 7.     | 282    | –          | –          |
| 2010/11 | 50.    | 160    | 18.    | 160    | –          | –          |
| 2011/12 | 39.    | 234    | 10.    | 234    | –          | –          |
| 2012/13 | 37.    | 187    | 13.    | 187    | 13.*       | 15*        |
| 2013/14 | 90.    | 45     | 33.    | 45     | –          | –          |

* zählte zum Slalom-Weltcup

### Weltcupsiege
- 13 Podestplätze in Einzelrennen, davon 3 Siege:

| Datum           | Ort        | Land       | Disziplin |
| --------------- | ---------- | ---------- | --------- |
| 23. Jänner 2005 | Kitzbühel  | Österreich | Slalom    |
| 25. Jänner 2005 | Schladming | Österreich | Slalom    |
| 18. Jänner 2009 | Wengen     | Schweiz    | Slalom    |

- 1 Sieg bei Mannschaftswettbewerben

### Europacup
- Saison 2000/01: 7. Gesamtwertung, 1. Slalomwertung
- Saison 2003/04: 8. Slalomwertung
- Saison 2006/07: 4. Slalomwertung
- 15 Podestplätze, davon 8 Siege:

| Datum             | Ort                        | Land       | Disziplin |
| ----------------- | -------------------------- | ---------- | --------- |
| 23. Jänner 2001   | Donnersbachwald-Riesneralm | Österreich | Slalom    |
| 11. Februar 2001  | Pozza di Fassa             | Italien    | Slalom    |
| 4. Dezember 2001  | Val Thorens                | Frankreich | Slalom    |
| 12. Dezember 2002 | St. Vigil                  | Italien    | Slalom    |
| 12. Dezember 2003 | Obereggen                  | Italien    | KO-Slalom |
| 19. Dezember 2003 | Donnersbachwald            | Österreich | Slalom    |
| 19. Dezember 2006 | Obereggen                  | Italien    | Slalom    |
| 10. Jänner 2007   | Pozza di Fassa             | Italien    | Slalom    |

### Weitere Erfolge
- Vierfacher Österreichischer Meister im Slalom (2003, 2004, 2009 und 2011)
- 11 Siege in FIS-Rennen (10× Slalom, 1× Riesenslalom)